# Andrej Ujčič
Andrej Ujčič, slovenski umetnostni zgodovinar, * 24. oktober 1930, Ljubljana, † 12. maj 1985, Kamniško-Savinjske Alpe.

## Življenje in delo
Osnovno šolo (1937–41) ter gimnazijo (1941–50) je obiskoval v Ljubljani, kjer je nato tudi študiral umetnostno zgodovino na Filozofski fakulteti (1950-56) in leta 1956 diplomiral. Službo je nastopil v Mariboru kot kustos v Umetnostni galeriji, bil profesor na Višji pedagoški šoli v  Mariboru (1970-72) (honorarno že od 1963, nato pa še 1972–74), se vrnil v Ljubljano, bil republiški podsekretar za kulturo in prosveto (1972-75),  član izvršnega sveta SRS ter predsednik republiškega komiteja za kulturo (1975-80). Novembra 1980 je nastopil službo ravnatelja Mestnega muzeja v Ljubljani.
Sodeloval je pri oblikovanju stalne zbirke Umetnostne galerije v Mariboru  , ter pri številnih občasnih razstavah. Napisal je številne razprave, med drigimi: o kiparju S. Tihcu (1963), A. Trstenjaku (1966), članke, med drugimi: Spomenik bojevnikom Pohorskega bataljona (1967), Nekaj misli o mariborskih slikarjih med obema vojnama (1968). Veliko je pisal o likovni umetnosti, ocenjeval razstave v časopisih in zbornikih, objavljal spremne besede v razstavnih katalogih. 

## Odlikovanja
- red dela z zlatim vencem (1976)